# Stora Örevattnet, Bohuslän
Stora Örevattnet är en sjö i Uddevalla kommun i Bohuslän och ingår i Bäveån-Örekilsälvens kustområde. Sjön är 21 meter djup, har en yta på 0,108 kvadratkilometer och befinner sig 132,2 meter över havet.

## Delavrinningsområde
Stora Örevattnet ingår i det delavrinningsområde (647600-126999) som SMHI kallar för Mynnar i havet. Medelhöjden är 92 meter över havet och ytan är 25,68 kvadratkilometer. Det finns inga avrinningsområden uppströms utan avrinningsområdet är högsta punkten. Avrinningsområdets utflöde Kärraån mynnar i havet. Avrinningsområdet består mestadels av skog (64 %) och öppen mark (14 %). Avrinningsområdet har 0,56 kvadratkilometer vattenytor vilket ger det en sjöprocent på 2,2 %. Bebyggelsen i området täcker en yta av 1,8 kvadratkilometer eller 7 % av avrinningsområdet.